# Oberjoch
Oberjoch – przełęcz w Alpach Algawskich położona na wysokości 1178 m n.p.m. Leży na granicy między Austrią a Niemcami. Przełęcz ta łączy miejscowość Bad Hindelang w powiecie Oberallgäu na północy i Schattwald w powiecie Reutte na południu.
W latach 1938–1945 przełęcz ta nosiła nazwę Adolf-Hitler-Pass.